# Hälleforsnäs gjuterimuseum

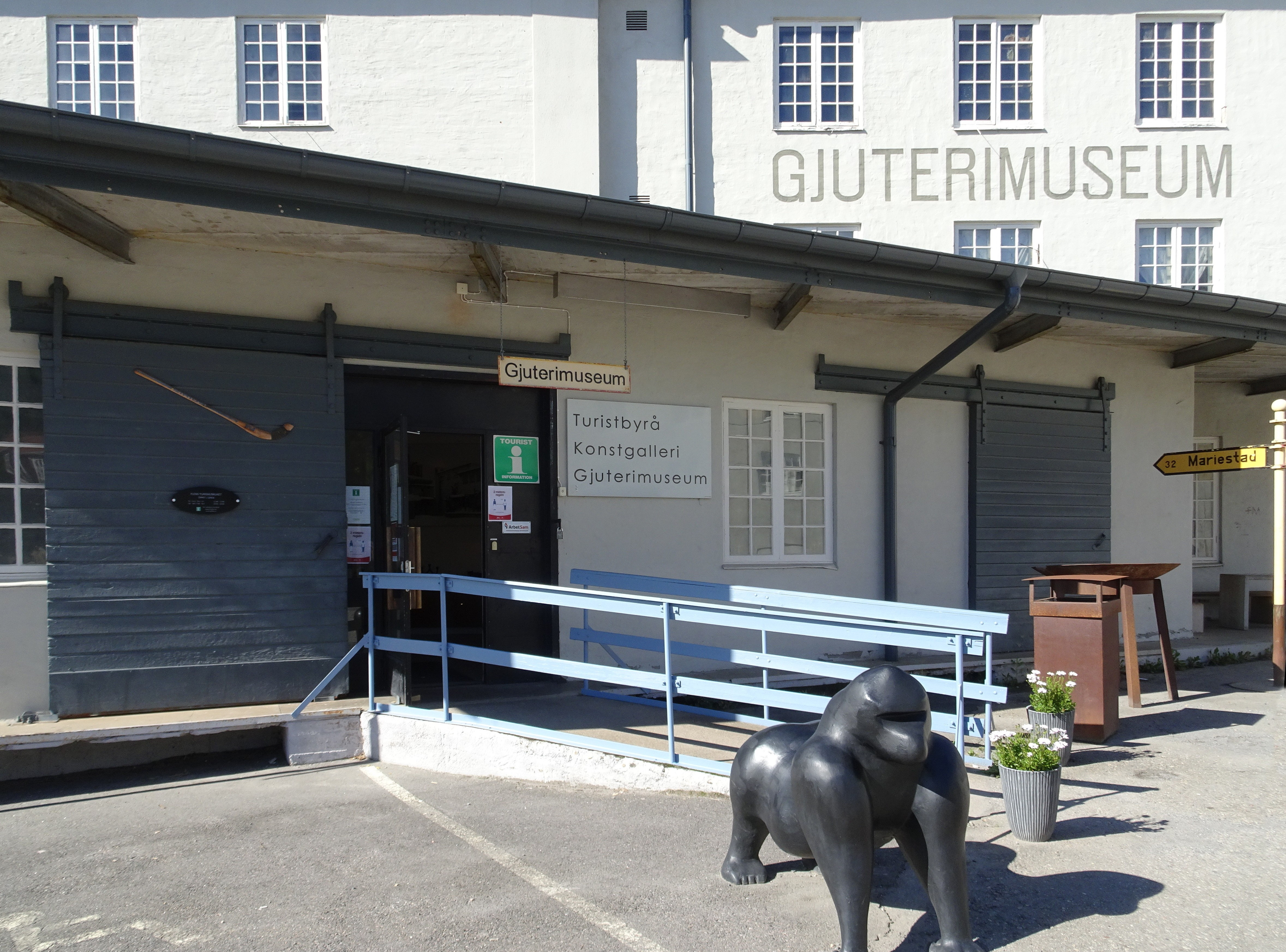
Hälleforsnäs gjuterimuseum, entré.

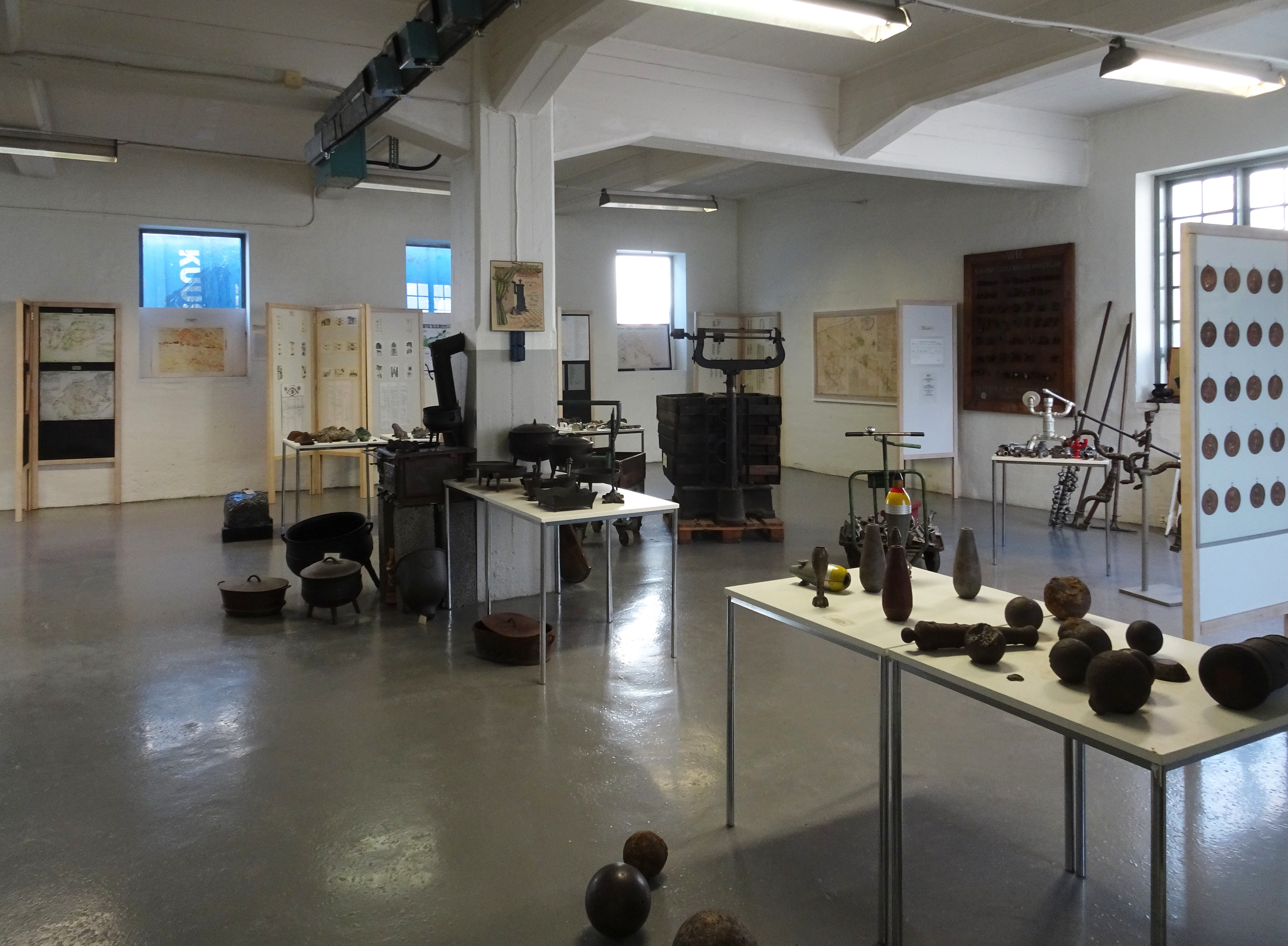
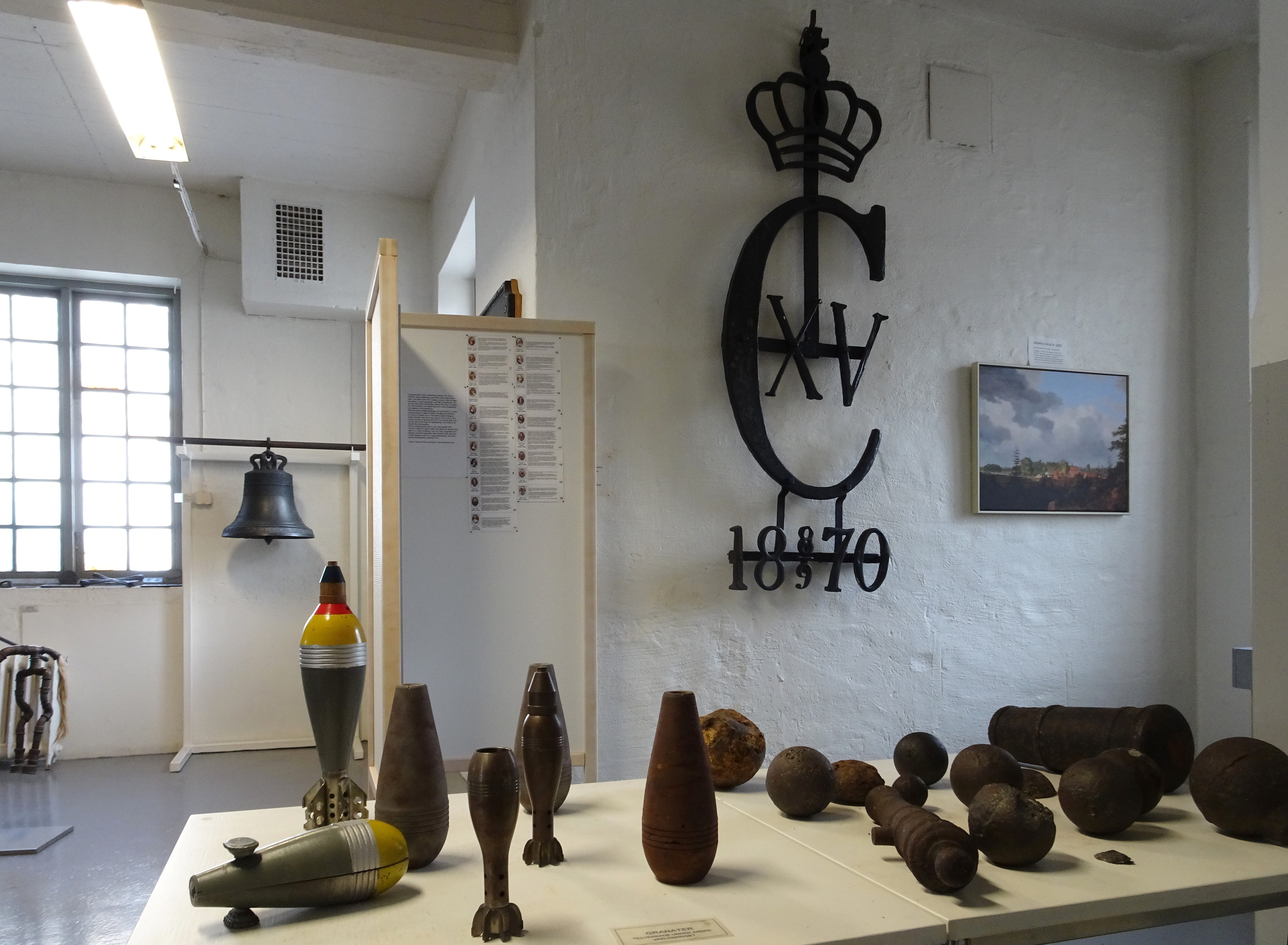
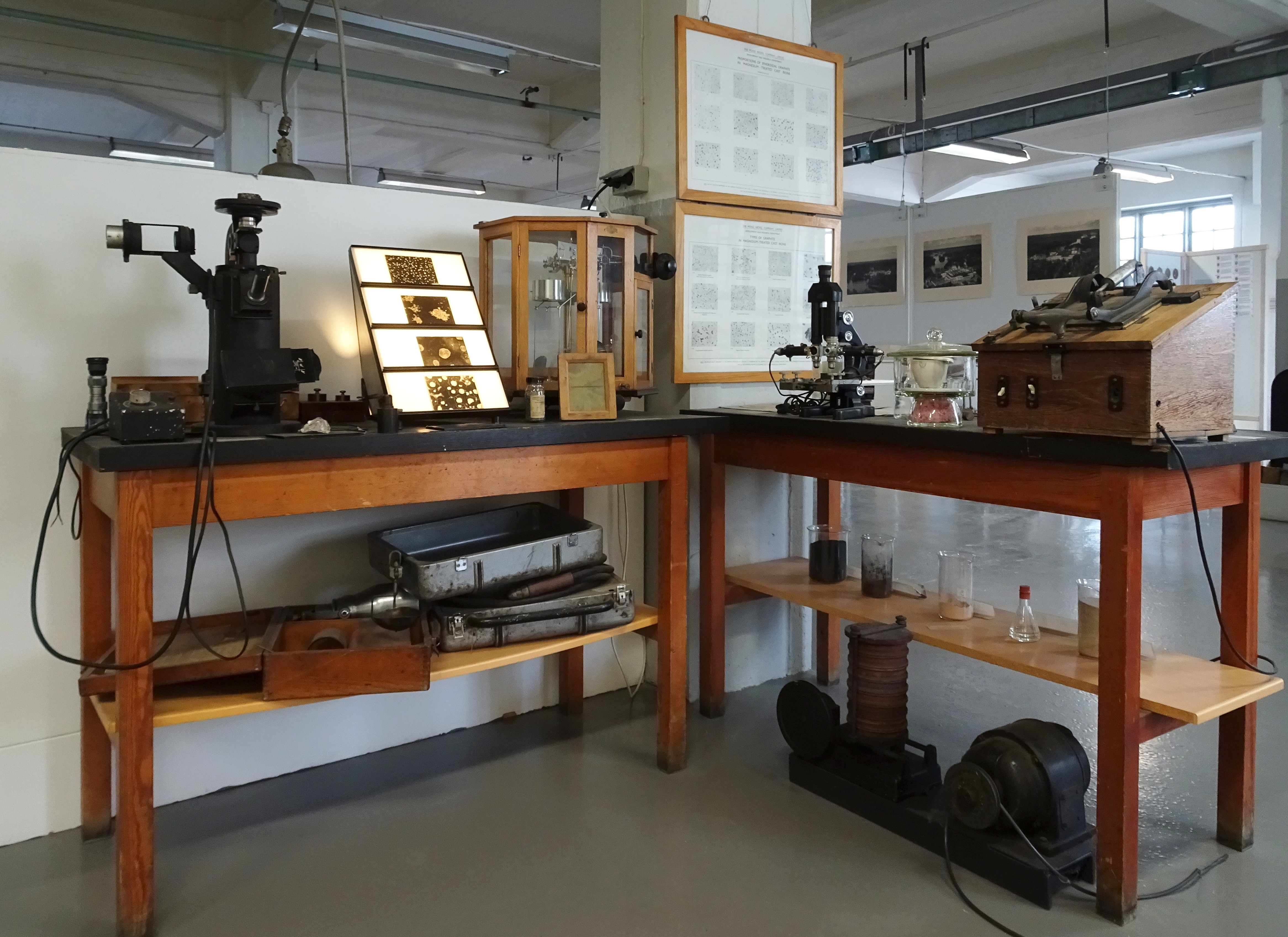
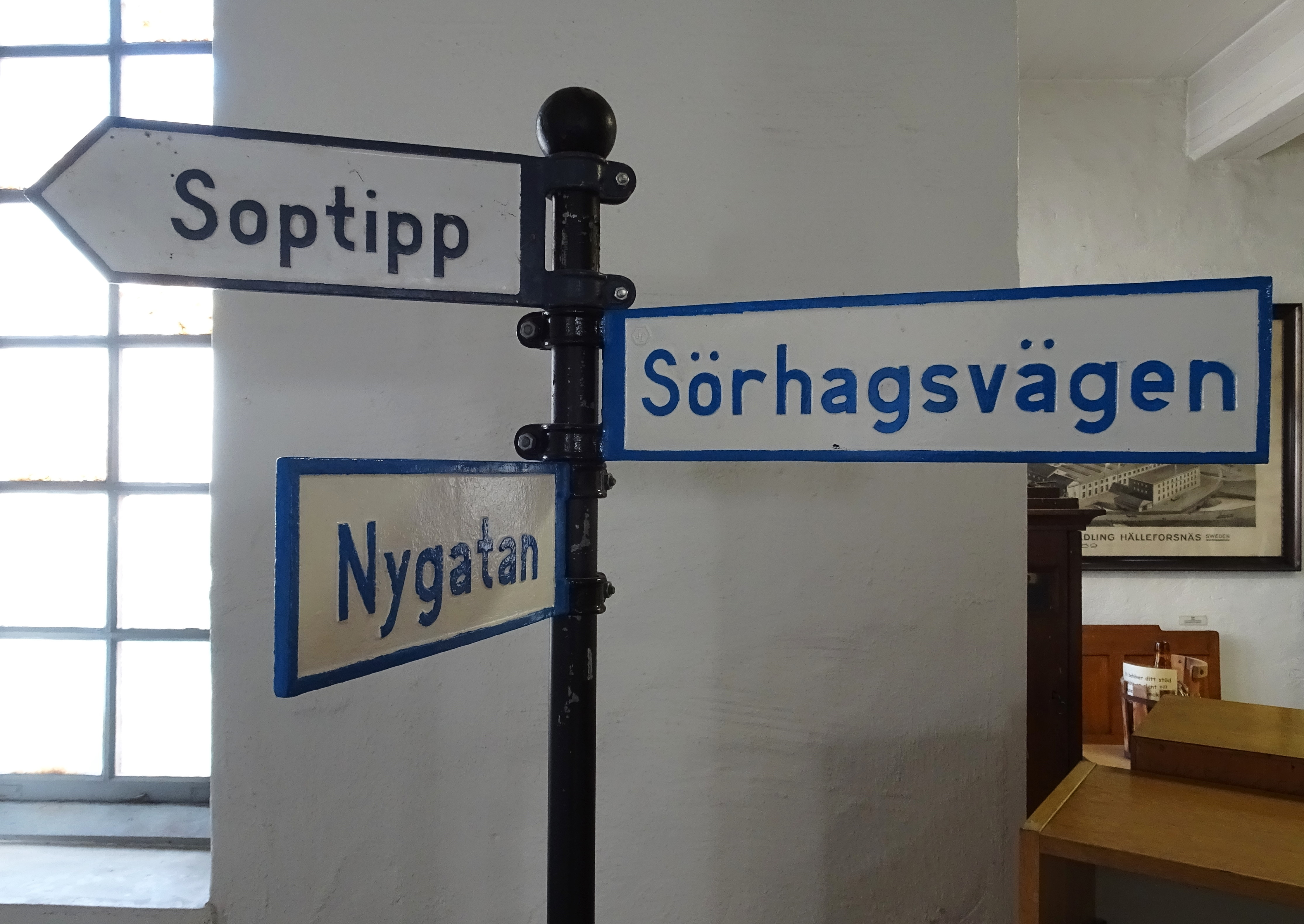

Hälleforsnäs gjuterimuseum är ett arbetslivsmuseum beläget vid Gjutmästarbacken 1 inom Hälleforsnäs bruks gamla fabriksområde i Hälleforsnäs. Museet speglar brukets verksamhet från 1659 till konkursen på 1990-talet och den slutgiltiga nedläggningen 2010. 

## Beskrivning
Museet visar i första hand arbetsplatser, verktyg samt föremål som tillverkats vid bruket under århundradena, bland annat en gammal kanon som tillverkats på bruket och som har lånats hit från Nordiska museet i Stockholm. Inom museet finns även en liten lanthandel som flyttats hit från Granhed samt en del av styrelserummet från AB Järnförädling. En avdelning behandlar Hälleforsnäs IF:s bandylag, kallat ”Brukets Blå”. I anslutning till museet finns en butik där man säljer litteratur om bruket och souvenirer tillverkade i gjutjärn. Till museet hör även det gamla kolhuset som används sommartid för framförande av teater och musik.
Museet drivs av en ideell förening med omkring 100 medlemmar. Tidigare samarbetade man med gjuteriföretaget Bruksprodukter i Hälleforsnäs AB som bland annat tillverkade de gjutjärnsföremål som säljs på museet.

## Bilder

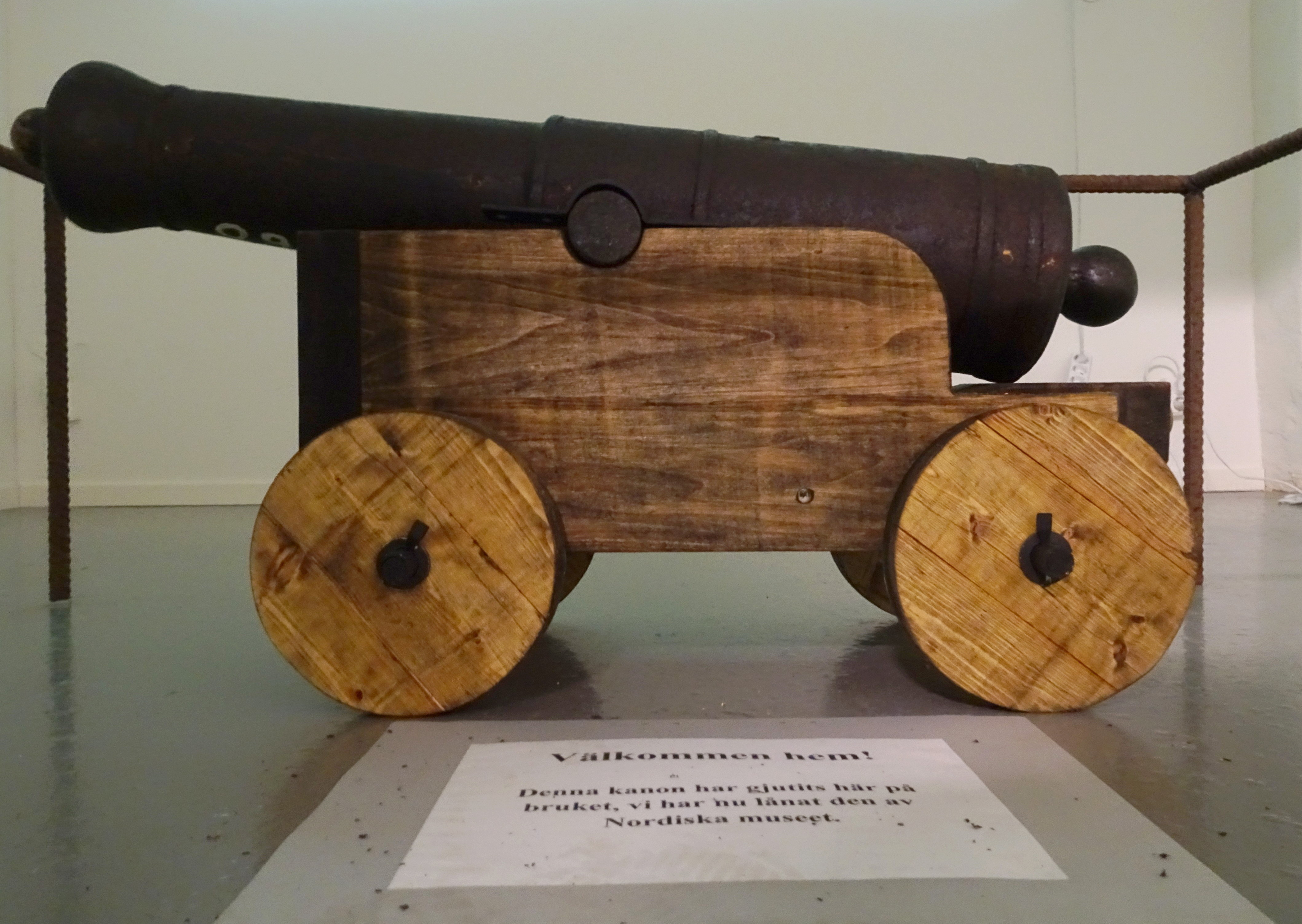
Kanonen utlånat från Nordiska museet.
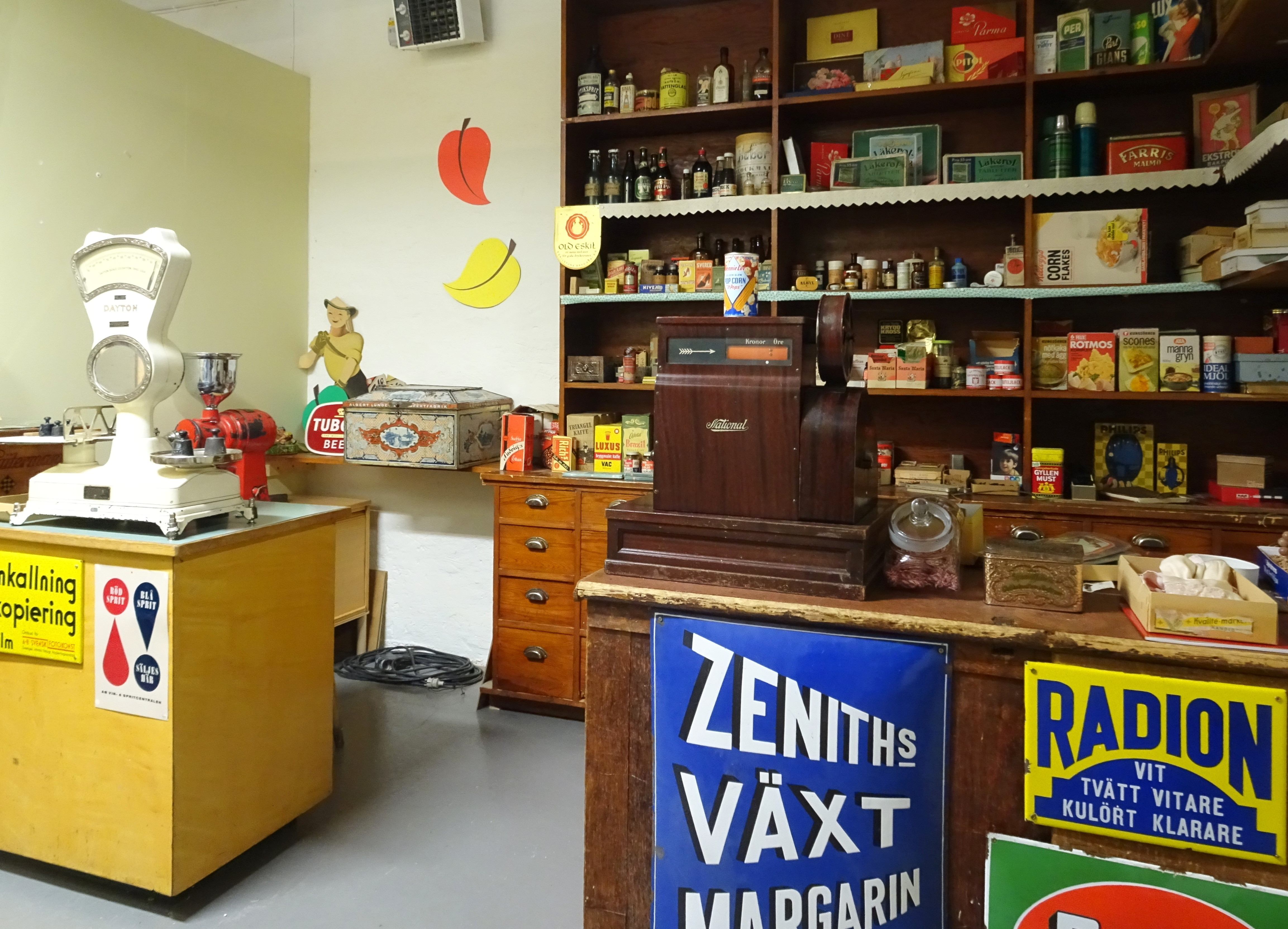
Lanthandeln.
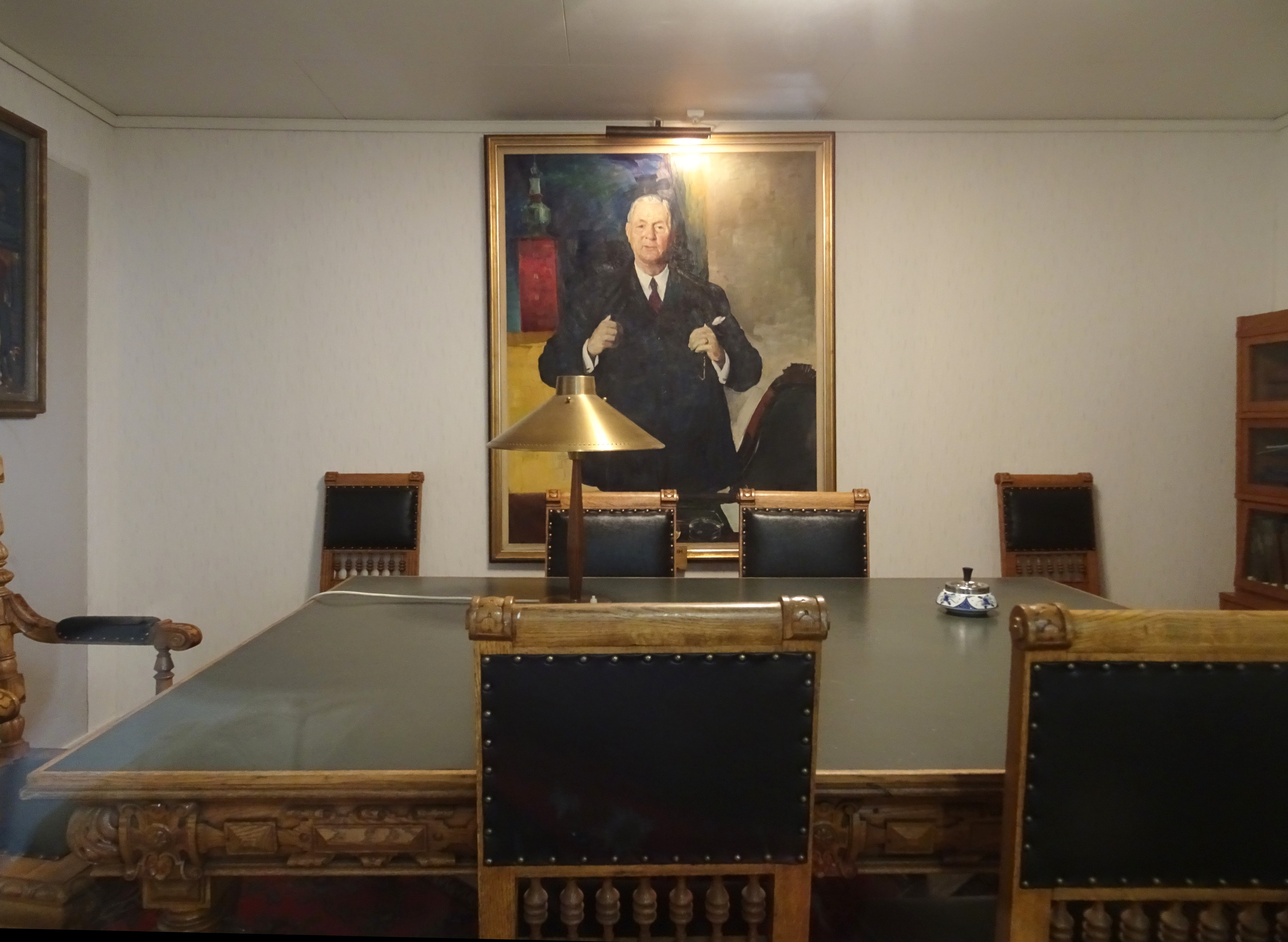
Styrelserummet med Sigfrid Edström på målningen.
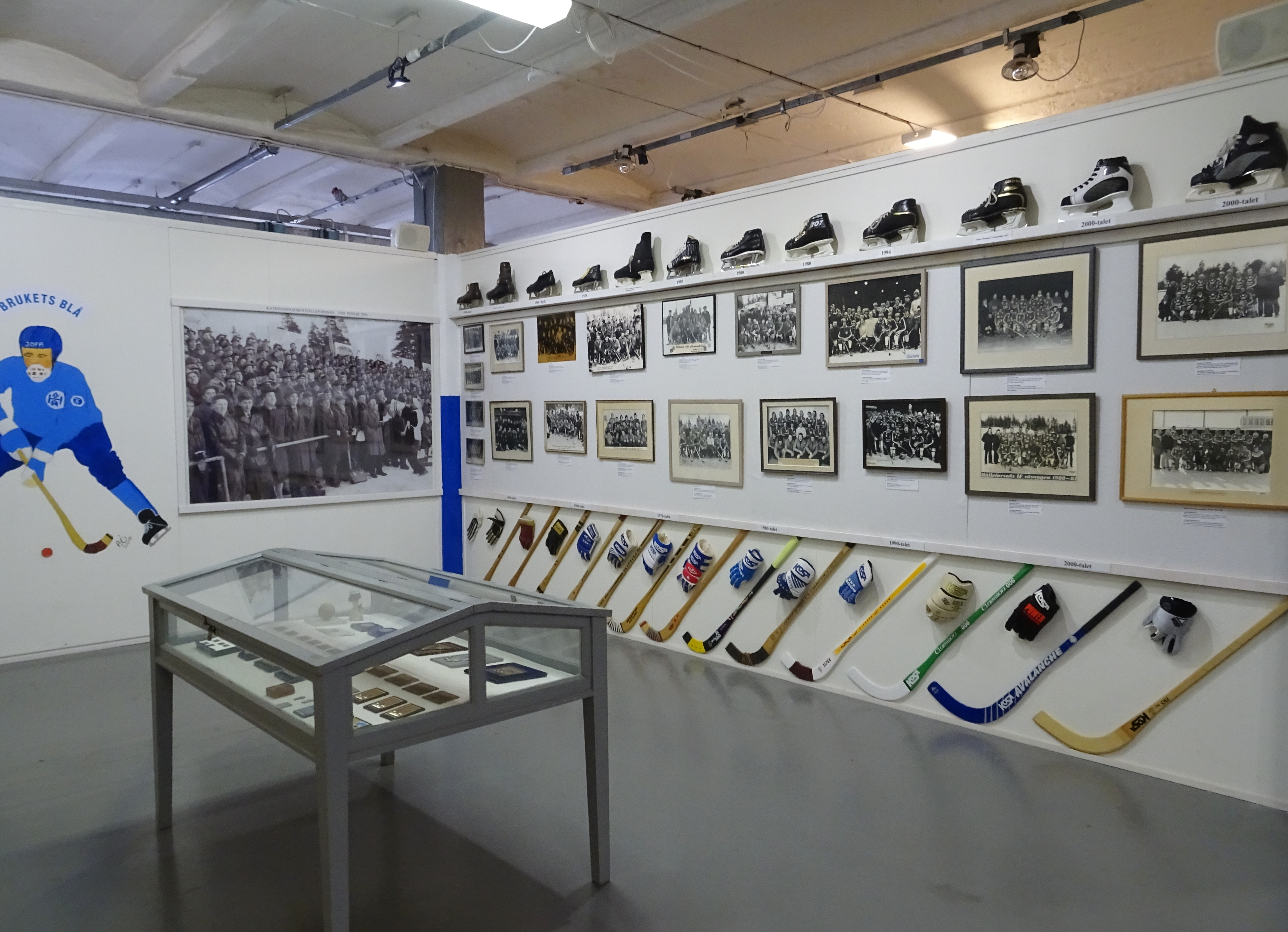
Bandyutställningen.